# Inazuma (film)
Inazuma (稲妻) è un film del 1952 diretto da Mikio Naruse.

## Trama
La ventitreenne Kiyoko lavora come guida turistica sugli autobus di Tokyo. È l'ultima di quattro fratelli, che la madre ha avuto da quattro uomini diversi.
Le due sorelle maggiori, Nuiko e Mitsuko, sono entrambe sposate e spingono Kiyoko ad accettare l'offerta di matrimonio del ricco Goto, proprietario di una panetteria e in procinto di acquistare un albergo. Il fratello Kasuke, reduce di guerra, è invece un perdigiorno.
Mitsuko resta improvvisamente vedova e si trova a dover affrontare principalmente due problemi. L'assicurazione sulla vita del marito, infatti, le darà modo di incassare sì una certa somma, ma sulla stessa, ad esclusione di Kiyoko, ogni familiare ha dei propri piani cui è difficile dire di no. Scopre poi che il marito aveva un'amante, di nome Ritsu, che ha appena messo al mondo un bambino che dice essere figlio di suo marito. Dopo l'imbarazzante incontro iniziale, Ritsu avanza una precisa richiesta economica che mette in crisi Mitsuko che comunque, alla fine, cede, evitando così di andare in causa con la donna.
Con i soldi restanti Mitsuko apre un piccolo caffè. Invitata la sorella, Kiyoko scopre che l'attività è collegata alle altre del famoso imprenditore panettiere, che le si propone nuovamente e in maniera sguaiata. Oltretutto appare chiaro che abbia intrapreso una relazione con l'altra sorella Niuko, ora impiegata nel suo albergo.
Tutta questa situazione disgusta Kiyoko che decide di abbandonare la propria casa per trasferirsi in affitto in una zona lontana da tutti e tranquilla. Qui fa subito amicizia con Shuzo e Tsubomi, fratello e sorella che vivono nella casa accanto. Kiyoko è evidentemente attratta dalle buone maniere di Shuzo che pare ricambiare il suo interesse.
Quando la madre la va a trovare, preoccupata per la sorte di Mitsuko momentanamente irreperibile, Kiyoko ha uno sfogo nel quale le rimprovera di aver avuto un'infanzia infelice per via dalla situazione familiare così strana.
Terminato lo sfogo, e con lo stesso il temporale che era in corso, Kiyoko si asciuga le lacrime, quindi si offre di accompagnare a casa la madre, così lungo la strada potrà comprarle il kimono di cui ha bisogno.

## Riconoscimenti
- Blue Ribbon Awards
  - Miglior Film
  - Miglior regista a Mikio Naruse
  - Miglior attrice non protagonista a Chieko Nakakita[1]
- Mainichi Film Awards
  - Miglior colonna sonora a Ichirō Saitō
  - Miglior attrice non protagonista a Chieko Nakakita[2]